# Alfons Döser
Alfons Döser (* 22. Januar 1938) ist ein deutscher Zeitungsverleger und Unternehmer.

## Leben
Sein gleichnamiger Vater (* 14. Juli 1904) war, nach Angaben Dösers, in Rosenheim Hauptgesellschafter des Wendelstein-Verlags mitsamt Druckerei, welche das „Rosenheimer Tagblatt Wendelstein“ publizierte, die der katholischen Kirche nahestand und in der Zeit des Nationalsozialismus verboten war. Nach dem Krieg stand er mit dem Rosenheimer Anzeiger in Konkurrenz, bis sich der Wendelstein-Verlag 1951 am Verlag des Oberbayerischen Volksblattes beteiligte und zu dessen Gunsten das Rosenheimer Tagblatt Wendelstein einstellte.
Alfons Döser kam 1965 als Leiter der Druckereiabteilung zum Verlag des Oberbayerischen Volksblatts, wurde im folgenden Jahr technischer Betriebsleiter und ab 1968 Geschäftsführer neben dem damaligen Seniorchef Franz Niedermeyer. Seit Niedermeyers Ausscheiden im Jahr 1979 ist er alleiniger geschäftsführender Gesellschafter. Er wurde auch Mitherausgeber des Münchner Merkur und seit 1982 der tz. Er hält knapp 7 % am Münchener Zeitungs-Verlag.
Er ist auch Geschäftsführer der DBV Beteiligungs Verwaltung GmbH. Für acht Jahre war er Präsident des Boxclubs BC Bavaria Rosenheim. Er ist Mitgesellschafter von einigen Reisebüros. Als sein Hobby betrachtete er Immobilien und hat seit 1977 rund 250 Wohnungen und Geschäftshäuser gebaut. 
2003 zog er sich aus dem Verlagsgeschäft zurück und verbringt die Winter mittlerweile in Südafrika. Zu seinem 65. Geburtstag, bei dem der Chef der Zeitungsgruppe Ippen, Dirk Ippen als Hauptredner sprach, übergab Alfons Döser die Geschäftsführung an seinen Sohn Oliver Döser ab.